# Michael Obst
Michael Obst (n. 22 iunie 1944, Leipzig, Germania Nazistă) este un timonier ce a reprezentat Germania, medaliat olimpic. A participat la o ediție a Jocurilor Olimpice (1960) în care a câștigat o medalie de aur.

## Participări
Lista de mai jos prezintă principalele competiții la care a participat Michael Obst de-a lungul carierei.
- Canottaggio ai Giochi della XVII Olimpiade - Quattro con maschile[*][4]